# Chorizanthe interposita
Chorizanthe interposita är en slideväxtart som beskrevs av George Jones Goodman. Chorizanthe interposita ingår i släktet Chorizanthe och familjen slideväxter. Inga underarter finns listade i Catalogue of Life.